# Bootsmannpfeife

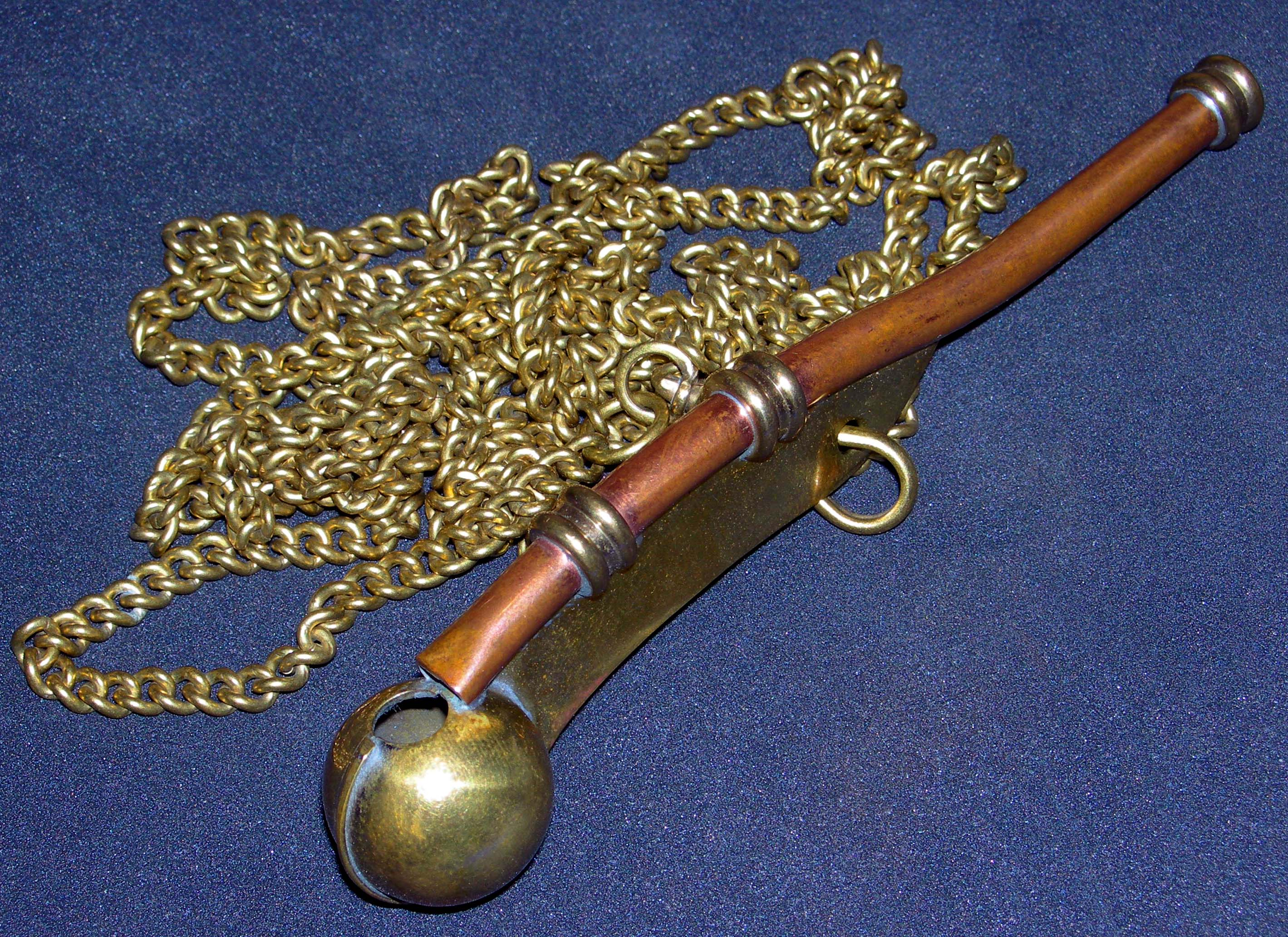
Bootsmannpfeife

Eine Bootsmannpfeife (auch Bootsmannspfeife) ist eine metallene Signalpfeife, die an Bord von Kriegsschiffen eingesetzt wird. Je nach Dienstgrad des Benutzers (Maat oder Bootsmannsmaat) werden sie auch Maaten- oder Bootsmannsmaatenpfeife genannt.

## Herkunft
Vor Einführung elektronischer Kommunikationsmittel auf Schiffen diente die Bootsmannpfeife den Bootsmannsmaaten zur Weitergabe von Kommandos an die Mannschaft.

## Tonerzeugung
Obwohl sie nur die beiden Tonhöhen „hoch“ und „tief“ kennt, umfassen bestimmte Signalfolgen eine Vielzahl unterschiedlicher Kommandos. Der laute und schrille Klang übertönt dabei Wetter, See und die Eigengeräusche des Schiffs. Er unterbricht auch jede Unterhaltung an Bord.
Durch unterschiedliches Anblasen und Änderung der Handhaltung kann beim Pfeifen der Ton variiert werden. Grundsätzlich wird zwischen den beiden Tonhöhen, der Tondauer und ihrer Abfolge unterschieden, auch Triller sind gebräuchlich.

## Bauform
Der Aufbau der Pfeife ist einfach und enthält keine beweglichen Teile, ihr Gebrauch erfordert allerdings einige Übung. Über ein Mundstück wird der Luftstrom in ein enges Rohr geblasen, aus dessen Ende er mit hoher Geschwindigkeit auf eine offene Kugel trifft. Die Kante der Kugelöffnung dient dabei als Labium, ähnlich dem einer Orgelpfeife.
Die Instrumente werden aus Metall, meist Kupfer und Messing, gefertigt. Es sind auch versilberte und massiv silberne Ausführungen erhältlich und eine goldene Pfeife avancierte 1670 zur Insigne der obersten britischen Admiralität. Die Pfeifen der Deutschen Marine bestehen aus vernickeltem Messing.

## Verwendung
In der heutigen Schifffahrt werden Befehle an die Mannschaft über Lautsprecher, Megaphone oder Bordfunk weitergegeben und die Bootsmannpfeife spielt nur noch beim Bordzeremoniell auf Militärschiffen eine größere Rolle. So steht jedem Offizier und Würdenträger, der an oder von Bord geht, ein Signal der Ehrerbietung zu: es wird „Seite gepfiffen“. Die Pfeife ist des Weiteren auch bei der Flaggenparade im Einsatz. Im Gegensatz hierzu wird die „Front“ durch den Wachoffizier mit der Batteriepfeife gepfiffen. Eine traditionelle Verwendung findet sie unter anderem noch auf Segelschulschiffen wie der Gorch Fock, dort werden Befehle weiterhin durch Pfiffe gegeben oder angekündigt.